# ねぎしきょうこ
ねぎしきょうこ（7月11日-）は日本の漫画家。主に「月刊ウィングス」（新書館）で活躍している。

## 人物
埼玉県出身。
原作者の宮本夕生とともに『Cafe吉祥寺で』を執筆することになったことからキャラクターデザインや漫画を描くきっかけになる。デビュー当時はねぎししょうこ名義で『Cafe吉祥寺で』作品を発表していたとされることがあるが、これは誤植であり、名義を変更したことはない。

## 主な作品リスト

### 漫画
- Cafe吉祥寺で （2000年-2003年、月刊ウィングス、新書館） 原作：宮本夕生
  - Cafe吉祥寺で 二番煎じ（2008年-2009年、月刊ウイングス、新書館）原作：宮本夕生
- クリムゾンクロス〜死が二人を分かつまで〜 （2004年5月号-2005年11月号、月刊ウィングス、新書館）原作：前田栄

### イラスト

#### 少女小説
- 霧の日にはラノンが視える（新書館ウィングス文庫、表紙・挿絵）
- 春夏冬喫茶館にようこそ（角川ビーンズ文庫、表紙・挿絵）
- 死が二人を分かつまで（新書館ウィングス文庫、表紙・挿絵）
- 身代わり伯爵シリーズ（角川ビーンズ文庫、表紙・挿絵）※角川つばさ文庫版も担当。
- キャンディ・ポップ（小学館ルルル文庫、表紙・挿絵）
- 陰陽（インヤン）カフェシリーズ（小学館ルルル文庫、表紙・挿絵）
- 竜の歌が聞こえたら（新書館ウィングス文庫、表紙・挿絵）
- 反逆の花嫁（小学館ルルル文庫、表紙・挿絵）
- 夢見る人魚と契約のキス（小学館ルルル文庫、表紙・挿絵）
- 姫怪盗と危険な求婚者（小学館ルルル文庫、表紙・挿絵）
- アルケミー・ローズ 嘘つき錬金術師と恋のばら（一迅社文庫アイリス、表紙・挿絵）
- 彩食師ノエルと王子と毒薬 初仕事は暗殺です!?（一迅社文庫アイリス、表紙・挿絵）
- 恋吹雪シリーズ（小学館ルルル文庫、表紙・挿絵）
- 桜乙女と黒侯爵（角川ビーンズ文庫、表紙・挿絵）
- 仮面伯爵とお嬢様 駆け落ち相手はストーカー!?（一迅社文庫アイリス、表紙・挿絵）
- 悪しき王女は練習中!～夫が教える甘いキス～（小学館ルルル文庫、表紙・挿絵）
- お見合いはご遠慮します（一迅社文庫アイリス、表紙・挿絵）
- 六男坊と陰陽師（小学館ルルル文庫、表紙・挿絵）
- にわか令嬢は王太子殿下の雇われ婚約者（一迅社文庫アイリス、表紙・挿絵）
- 魔法学者はひきこもり!（KADOKAWAビーズログ文庫、表紙・挿絵）
- 招かれざる小夜啼鳥は死を呼ぶ花嫁 ガーランド王国秘話（集英社コバルト文庫、表紙・挿絵）
- 離婚するつもりだった 私が顔も知らない旦那様に愛されるまで（KADOKAWAビーズログ文庫、表紙・挿絵）

#### ライト文芸
- 鍵屋甘味処改（集英社オレンジ文庫、表紙絵）
- 洋食屋じゃぽんの料理帖 ソップからはじまるフル・コウス（富士見L文庫、表紙絵）
- 家政婦ですがなにか? 蔵元・和泉家のお手伝い日誌（集英社オレンジ文庫、表紙絵）
- 猫だまりの日々 猫小説アンソロジー（集英社オレンジ文庫、表紙絵）
- 英国紅茶予言師（小学館文庫キャラブン!、表紙絵）
- 西陣あんてぃく着物取引帖（富士見L文庫、表紙絵）
- 鍵屋の隣の和菓子屋さん（集英社オレンジ文庫、表紙絵）
- 猫まみれの日々 猫小説アンソロジー（集英社オレンジ文庫、表紙絵）
- 高遠動物病院へようこそ!（富士見L文庫、表紙絵）
- 札幌小雪のファッション事情　魅力をひきだす専務の魔法（一迅社メゾン文庫、表紙絵）
- 鬼恋語リ（集英社オレンジ文庫、表紙絵）
- 王女の遺言（集英社オレンジ文庫、表紙絵）

#### その他
- アニメ店長B'店長候補生（キャラクターデザイン）
- 週刊わたしのおにいちゃん5月号収録 『やるか！』（イラスト）
- ピュア百合アンソロジー ひらり、 vol.1収録 『手をつなごう』（小説挿絵）

### 画集
- ねぎしきょうこ画集 Cafe吉祥寺で（2003年、新書館）